# Trotskisme

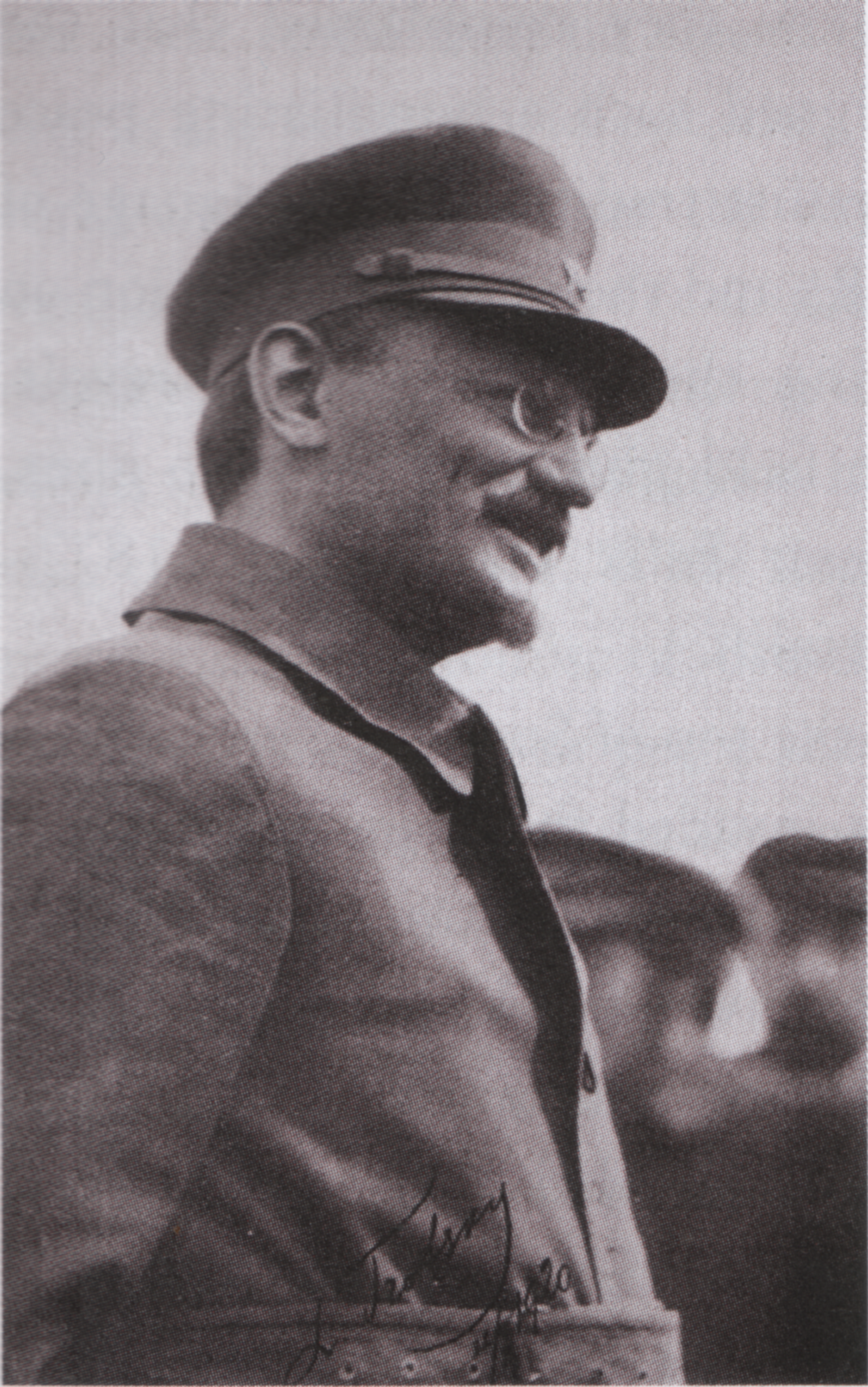
Léon Trotski (1879-1940).

Le trotskisme, parfois nommé bolchévisme-léninisme, est une philosophie politique de type marxiste se réclamant de Léon Trotski, de ses écrits, de son action et de ses idées. L'expression est d'abord apparue chez les staliniens, pour laisser entendre que les idées défendues par Trotski, dans les années 1920 seraient opposées à celles de Lénine. Après 1924, l'idéologie trotskiste se distingue surtout par son opposition à la vision stalinienne du communisme, en contestant le règne de la bureaucratie (nom donné par Trotski à la nomenklatura) et en prônant la démocratie et la liberté de débat au sein du Parti communiste.
Le trotskisme soutient en premier lieu les principaux aspects du léninisme, à savoir l'idée de la construction d'un parti ouvrier révolutionnaire, de l'internationalisme et de la dictature du prolétariat comme base de l'auto-émancipation de la classe ouvrière et de la démocratie directe. Le terme « trotskisme » est cependant utilisé comme idéologie communiste opposée au « marxisme-léninisme » (stalinisme), notamment à la théorie du « socialisme dans un seul pays », mais surtout pour critiquer la bureaucratie stalinienne qui s'est développée en Union soviétique.
Trotski fonde la Quatrième Internationale en France en 1938, à la suite de l'exclusion violente des oppositions communistes de la Troisième Internationale, et à la répression qui s'est abattue sur les opposants en URSS. Déjà divisé avant l'assassinat de Trotski en 1940, le trotskisme éclate en multiples tendances après la Seconde Guerre mondiale (pablisme, lambertisme, Union communiste, posadisme, morenisme…),.

## Origines
Pour des articles plus généraux, voir Socialisme, Marxisme et Communisme.
Un temps tenté par les idées populistes, qui voient dans la paysannerie russe et ses fréquentes jacqueries le ferment de la révolution future, Trotski adhère aux positions politiques sociales-démocrates (1896). Sous le pseudonyme de Lvov, il participe à la création d'une organisation révolutionnaire, en particulier par la rédaction d'articles reproduits au moyen d'un hectographe et distribués à la sortie des usines.
En 1897, Trotski prend part à la création d'un syndicat ouvrier du sud de la Russie. En 1898, la police procède à des arrestations de masse durant lesquelles Trotski est arrêté. Il est transféré de prison en prison, d'abord à Nikolaïev puis à Kherson, et Odessa où il commence à étudier, dans les conditions que la prison lui permet. Trotski étudie les nombreux textes religieux à sa disposition à la bibliothèque de la prison, dont un certain nombre porte sur la franc-maçonnerie. Il s'initie également à la théorie marxiste à travers les écrits d'Antonio Labriola. Le rapprochement de Trotski du marxisme est probablement en partie lié à la relation qu'il lie avec la jeune marxiste Alexandra Lvovna Sokolovskaïa, l'une des anciennes dirigeantes du syndicat.
Après cet épisode pénitentiaire, à Londres, il rencontre Lénine dont il a entendu parler pour la première fois en 1900, et dont il a commencé à lire le traité politique Que faire ? peu avant son évasion de Sibérie. Lénine le fait entrer dans le comité de rédaction du journal Iskra (L'Étincelle), par cooptation ; il compte, par l'entrée de Trotski comme septième membre, aplanir le conflit entre les « anciens » (Plékhanov, Akselrod, Zassoulitch) et les « jeunes » (Lénine, Martov et Potressov).
Durant l'été 1903, au deuxième congrès du POSDR à Londres, qui voit la scission entre bolcheviks et mencheviks, Trotski soutient d'abord ardemment Lénine. Cependant, la proposition par Lénine d'un nouveau comité de rédaction (Plékhanov, Lénine, Martov ; seraient exclus Akselrod et Zasoulitch) pousse Trotski à se rallier aux mencheviks. En septembre 1904, quand les positions des deux groupes divergent fortement, Trotski rompt avec les mencheviks et se rapproche de Parvus, séduit par son ambition de réunifier le parti et sa théorie de « révolution permanente » : analysant la situation dans les pays « arriérés » comme la Russie, il pronostique l'impossibilité d'une révolution « bourgeoise » apportant un régime démocratique et liquidant le féodalisme. Pour lui, la faiblesse de la bourgeoisie russe ne lui permettrait pas d'effectuer ces tâches et d'instaurer le capitalisme, et c'est la classe ouvrière qui devrait prendre en main la destinée du pays pour passer directement du féodalisme au socialisme, sans passer par le capitalisme. Dans le même temps, Trotski garde ses distances vis-à-vis de Lénine, lui reprochant ses méthodes autoritaires et son attitude, qu'il qualifie de « jacobine ». Il conserve cette position intermédiaire mais isolée durant treize années, cherchant à fusionner les deux courants de la social-démocratie. Ce n'est qu'après la révolution de Février 1917 qu'il adhère au parti bolchevik et affirme que sa position conciliatrice d'alors était erronée.

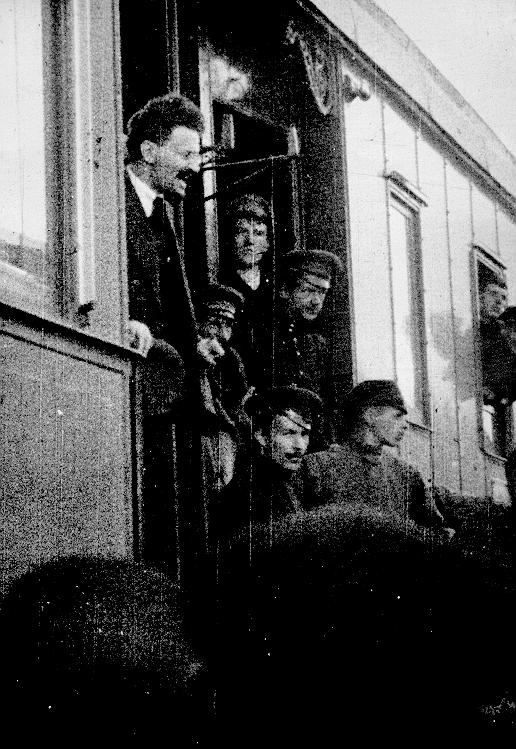
Léon Trotski arrivant en train à Petrograd en mai 1917.

Dans Histoire de la révolution russe, bien qu'ayant joué un rôle de premier plan dans cette révolution, Trotski se refuse à écrire des mémoires. Il entend faire œuvre d'historien, s'appuyant sur les sources dont il peut disposer plutôt que de faire appel à des souvenirs personnels. Il oppose à l'impartialité souvent formelle des historiens professionnels la recherche de l'objectivité, la compréhension de l'enchaînement des faits, ce qui n'implique nullement de cacher ses sympathies.
Dans La Révolution trahie, il s'agit d'une analyse fouillée de l'économie (mais faite depuis l'étranger) et de la société soviétique visant à déterminer la nature de l'URSS stalinienne, qui n'est ni capitaliste, ni pleinement socialiste d'après lui. Selon lui, le faible développement de l'économie russe (arriérée avant la guerre et ravagée par celle-ci), en faisant renaître la lutte pour l'existence, avait engendré un reflux des classes populaires de ses organisations politiques, les soviets. Ayant seuls accès aux faibles ressources, les techniciens de l’État ouvrier, ce qu'il va appeler les bureaucrates, en prirent le pouvoir, se constituant en caste privilégiée dirigeant par le haut la société, utilisant la répression au besoin. Ainsi, il est emblématique que la fonction secondaire de « secrétaire du parti » ait pris l'ascendant sur celles des membres du Comité central. Le contrôle politique des soviets, affaiblis par la guerre civile et vidés par la misère, disparut et la gestion de l’État tomba entre les mains de cette minorité. Pour Trotski, le capitalisme était aboli en Russie ; néanmoins, un reflux révolutionnaire, qu'il qualifie de Thermidor soviétique (en référence à la fin de la Révolution française), avait fait naître une nouvelle couche sociale et politique qui avait confisqué le pouvoir. Il appelait donc non pas à une révolution sociale mais à une révolution politique. Le trotskisme s'est donc toujours caractérisé par cette double attitude paradoxale (mais non contradictoire) de défense de la société soviétique (pour ses conquêtes économiques) et de critiques et dénonciations virulentes de la politique « bureaucratique ».
Dans Leur morale et la nôtre, il défend le marxisme et le bolchevisme contre les accusations d'immoralité portées par de nombreux critiques dans le contexte des procès de Moscou. Trotski justifie notamment dans ce texte, au nom du principe selon lequel « les moyens sont organiquement subordonnés à la fin », les mesures de « terreur révolutionnaire » prises par le gouvernement de la Russie soviétique après la révolution d'Octobre et durant la guerre civile russe, y compris les exécutions d'otages. Trotski lui-même avait pris en 1919 le décret qui autorisait la prise d'otages (dont les femmes et les enfants des adversaires) et leur exécution : par cet ouvrage, il défend rétrospectivement sa propre politique, justifiant l'usage de la violence du moment que celle-ci est mise au service de la « cause prolétarienne ».
Défense du marxisme contient principalement la critique des théories de James Burnham et Max Shachtman sur la nature de la bureaucratie soviétique et l'attitude à adopter par rapport à l'URSS dans le contexte du déclenchement de la Seconde Guerre mondiale. Ce débat agita le SWP en 1939-1940 et se termina par la démission de Burnham, la scission de Shachtman et de ses partisans et l'assassinat de Trotski au Mexique. Défense du Marxisme permet ainsi de juger de l'état d'esprit du fondateur de la Quatrième Internationale à la veille de sa mort.

## Théorie de la révolution permanente
En 1905, Trotski formule une théorie devenue célèbre sous le nom de « théorie de la révolution permanente ». Cette théorie est un des éléments doctrinaux déterminants du trotskisme.
Dans Bilan et Perspectives, écrit en 1905, Trotski tente de comprendre les ressorts de la révolution russe. Expliquant que la bourgeoisie n'est plus capable d'accomplir les tâches révolutionnaires qui ont été les siennes dans le passé (destruction de la structure agraire féodale, instauration de la propriété capitaliste), il explique que le prolétariat, récemment développé en Russie, sera le vecteur d'une révolution socialiste.
Trotski parle du processus de développement inégal et combiné. Il veut dire par là que chaque société n'évolue pas dans un vase clos et qu'elle est influencée par le contact des autres qui la pousse à évoluer. Une société en retard sur le plan économique peut, sous l'influence d'une autre, voir apparaître en son sein des modes de production et des rapports sociaux nouveaux, sans avoir à passer par toutes les étapes que la première a dû franchir.

« Une contrée arriérée s'assimile les conquêtes matérielles et idéologiques des pays avancés. Mais cela ne signifie pas qu'elle suive servilement ces pays, reproduisant toutes les étapes de leur passé. […] Les sauvages renoncent à l'arc et aux flèches, pour prendre aussitôt le fusil, sans parcourir la distance qui séparait, dans le passé, ces différentes armes. […] Le développement d'une nation historiquement arriérée conduit, nécessairement, à une combinaison originale des diverses phases du processus historique. L'ordre décrit prend dans son ensemble un caractère irrégulier, complexe, combiné. […]
L'inégalité de rythme, qui est la loi la plus générale du processus historique, se manifeste avec le plus de vigueur et de complexité dans les destinées des pays arriérés. Sous le fouet des nécessités extérieures, la vie retardataire est contrainte d'avancer par bonds. De cette loi universelle d'inégalité des rythmes découle une autre loi que, faute d'une appellation plus appropriée, l'on peut dénommer loi du développement combiné, dans le sens du rapprochement de diverses étapes, de la combinaison de phases distinctes, de l'amalgame de formes archaïques avec les plus modernes. À défaut de cette loi, prise dans tout son contenu matériel, il est impossible de comprendre l'histoire de la Russie, comme, en général, de tous les pays appelés à la civilisation en deuxième, troisième ou dixième ligne. »

Il rompt ainsi avec la théorie de Gueorgui Plékhanov et des mencheviks qui défendent la nécessité d'un passage en deux étapes : du féodalisme au capitalisme et du capitalisme au socialisme.
Contrairement à ce que ces derniers soutenaient, la « théorie marxiste originelle » n'appliquait pas un schéma de déterminisme mécaniste. Marx, lui-même, témoigne dans cette lettre qu'il écrivait à une dirigeante sociale-démocrate russe, Véra Zassoulitch, en février-mars 1881, de la place qu'il faisait dans sa théorie aux développements inégaux et combinés :

« En traitant la genèse de la production capitaliste, j'ai dit que son secret est qu'il y a au fond « la séparation radicale du producteur d'avec les moyens de production » et que « la base de toute cette évolution, c'est l'expropriation des cultivateurs. Elle ne s'est encore accomplie d'une manière radicale qu'en Angleterre… Mais tous les autres pays de l'Europe occidentale parcourent le même mouvement. »
J'ai donc expressément restreint la « fatalité historique » de ce mouvement aux pays de l'Europe occidentale.
[…]
En Russie, grâce à une combinaison de circonstances uniques, la commune rurale, encore établie sur une échelle nationale, peut graduellement se dégager de ses caractères primitifs et se développer directement comme élément de la production collective sur une échelle nationale. C'est justement grâce à la contemporanéité de la production capitaliste qu'elle s'en peut approprier tous les acquêts positifs et sans passer par ses péripéties terribles, affreuses. La Russie ne vit pas isolée du monde moderne ; elle n'est pas non plus la proie d'un conquérant étranger à l'instar des Indes Orientales.
Si les amateurs russes du système capitaliste niaient la possibilité théorique d'une telle évolution, je leur poserais la question : pour exploiter les machines, les bâtiments à vapeur, les chemins de fer, etc., la Russie a-t-elle été forcée, à l'instar de l'Occident, de passer par une longue période d'incubation de l'industrie mécanique ? Qu'ils m'expliquent encore comment ils ont fait pour introduire chez eux en un clin d'œil tout le mécanisme des échanges (banques, sociétés de crédit, etc.), dont l'élaboration a coûté des siècles à l'Occident ? »

La question de la révolution permanente a pris de l'acuité lors de la révolution russe de 1917. Les mencheviks et les socialistes révolutionnaires, majoritaires dans les soviets ouvriers et paysans, ont soutenu le pouvoir du gouvernement provisoire issu de la révolution de février, ce dernier intégrant la bourgeoisie libérale. Les mencheviks justifiaient aux autres socialistes et aux ouvriers réclamant une révolution sociale que la situation économique de la Russie n'était pas mûre pour le socialisme et que la prise du pouvoir de la bourgeoisie et l'instauration de rapports sociaux capitalistes étaient nécessaires avant l'épanouissement de la future société.
Ce qu'on ne nommait pas la révolution permanente est devenue en avril 1917, avec le retour de Lénine en Russie, l'élément principal de la politique bolchevique. Parlant de révolution démocratique du prolétariat et de la paysannerie, Lénine expliquait que le prolétariat, allié à la paysannerie, devrait accomplir les tâches de la révolution bourgeoise en passant par-dessus la tête de la classe qui en avait été le vecteur historique, la bourgeoisie elle-même, cette dernière étant devenue incapable de les accomplir. C'est le fondement de ses célèbres thèses d'avril.
C'est cette politique, adoptée par les bolcheviks, qui sera à l'origine du renversement de la République de février et de l'instauration de la République soviétique des ouvriers et des paysans.
À partir de 1924, la montée en puissance de Staline va porter une nouvelle acuité à la question du développement inégal et combiné. Opposé aux autres dirigeants de l'Union soviétique qui cherchent une stabilisation de la situation politique russe par tous les moyens, Trotski leur oppose la nécessité d'un nouvel élan révolutionnaire. C'est là que naît pour la première fois la théorie de la « révolution permanente ». La politique face aux campagnes (et aux célèbres koulaks) et donc face au capitalisme rené avec la NEP (Nouvelle Politique Économique) et la politique de la révolution chinoise, sont les deux principaux points de conflit qui opposeront d'un côté les partisans du trotskisme et de la révolution permanente et de l'autre ceux du stalinisme et du socialisme dans un seul pays.

### La faiblesse de la classe bourgeoise russe
Les révolutions anglaises du XVIIe siècle et française de 1789 ont aboli le féodalisme et établi les conditions essentielles au développement du capitalisme. Trotski a fait valoir que ces révolutions ne pourraient pas se reproduire en Russie. Dans Bilan et Perspectives, écrit en 1906, il décrit sa théorie en détail, en faisant valoir : « L'histoire ne se répète pas. On aura beau comparer encore et toujours la révolution russe avec la grande Révolution française, on ne pourra jamais faire de la première une répétition de la seconde ».
Les marxistes appelaient la Révolution française de 1789, une « révolution démocratique bourgeoise » - un régime démocratique a été établi, dans lequel la bourgeoisie a renversé le système féodal français existant. Cependant, alors que les droits démocratiques ont été étendus à la bourgeoisie, ils ne se sont pour beaucoup pas étendus à l'ensemble des citoyens (ainsi le suffrage universel sera décidé bien plus tard). Quant à la liberté pour les travailleurs de se syndiquer ou de faire grève, elle n'a été atteinte que bien plus tard et non sans une lutte considérable.
Trotski fait valoir que des pays comme la Russie ne possèdent pas de classe bourgeoise qui pourrait jouer ce rôle. Au moment des révolutions européennes de 1848, il note que « la bourgeoisie était déjà incapable de jouer un rôle comparable. Elle ne voulait pas et n'était pas en mesure d'entreprendre la liquidation révolutionnaire du système social qui se trouvait dans son chemin au pouvoir ». Selon lui, la faiblesse de la bourgeoisie en Russie s'explique par la force du pouvoir d'État centralisé. De par l'immensité de son territoire et les pressions constantes exercées à l'ouest (par les pays européens) et au sud (par les peuples nomades : Mongols, Tatars, etc.), la classe féodale russe s'est vue contrainte de se doter d'un État central très fort afin de se défendre des menaces extérieures. Au fil du temps, cet État est devenu si disproportionné qu'il a fini par accaparer une part de plus en plus importante du produit national et par écraser tout développement social autonome au sein de la société, notamment en bridant le pouvoir de la noblesse (sous Ivan le Terrible avec l'opritchnina) et en étouffant l'émergence d'une classe moyenne, contrairement à ce qui se produisait en Europe où la bourgeoisie acquérait une autonomie croissante.
Ainsi, toutes les réformes sociales accomplies en Russie l'étaient non pas en tant que résultat d'une lutte au sein de la société, mais sous l'impulsion directe du tsar, à la suite de l'Occident — en particulier sous Pierre le Grand. C'est pourquoi, toujours selon Trotski, au moment de l'apparition du capitalisme, la Russie ne disposant pas d'une classe bourgeoise, la grande industrie fut développée avant tout par l'État ou via des capitaux étrangers, européens. Une classe prolétaire industrielle se forma donc en Russie sans que ne s'y développe en contrepartie une classe bourgeoise comme cela avait été le cas à l'Ouest.

### Une révolution du prolétariat
La conséquence directe pour Trotski de la faiblesse de la bourgeoisie russe est que la révolution doit être menée par le prolétariat qui, partant, s'emparerait du pouvoir d'État et effectuerait directement la transition du féodalisme au socialisme (avec nationalisation et collectivisation de la grande industrie, etc.) sans passer par un stade capitaliste distinct.
Selon Trotski, les classes capitalistes des pays peu industrialisés sont faibles et incapables de mener à bien un changement révolutionnaire car beaucoup trop dépendantes des propriétaires fonciers et du pouvoir politique. En Russie, une majorité des branches de l'industrie est née sous l'influence directe des mesures gouvernementales, parfois avec l'aide de subventions nationales ou subordonnées au capital européen. D'ailleurs, pendant la Révolution de 1905, la classe capitaliste russe s'est alliée avec des éléments réactionnaires tels que les propriétaires féodaux et les forces étatiques tsaristes, afin de protéger sa propriété de l'expropriation par la classe ouvrière révolutionnaire.
Les socialistes se réclamant du trotskisme appliquent par extension cette analyse, dans le cadre de la théorie de la « révolution permanente », à la situation des pays en développement dont le progrès social et économique est étouffé par le poids de l'impérialisme ; pour eux, le développement de ces pays sur une base capitaliste est illusoire – ils ne pourront acquérir une véritable indépendance économique (et politique) que par une révolution socialiste dirigée par le prolétariat à la fois contre l'impérialisme et contre leur propre bourgeoisie nationale.

## Histoire

### Naissance de l’opposition de gauche

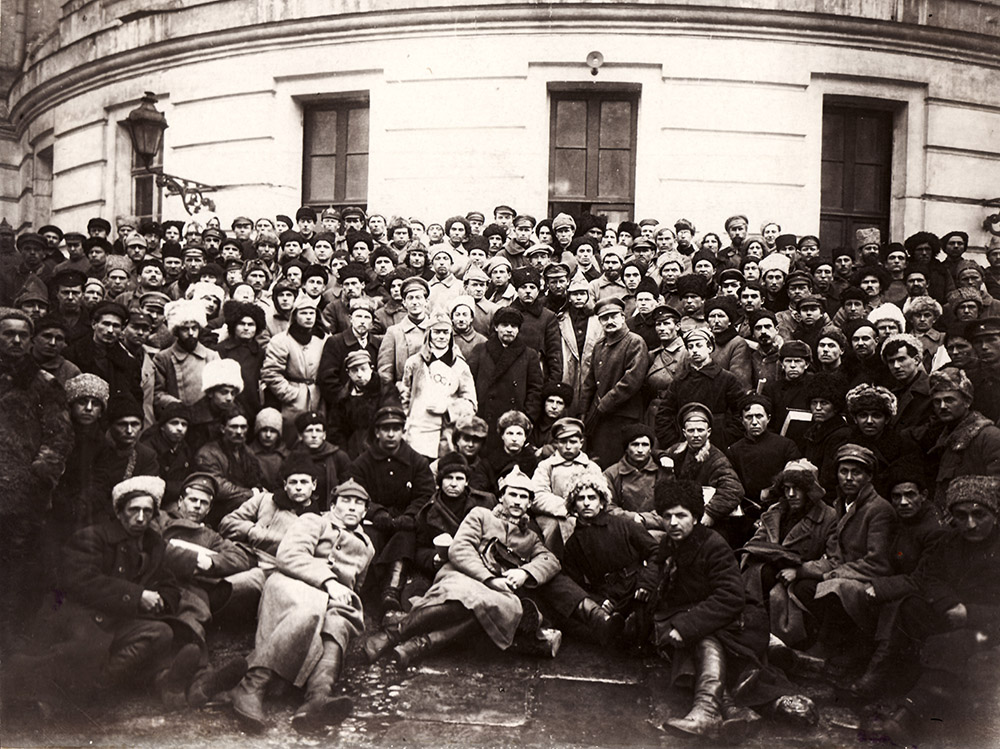
Trotski avec Lénine et des soldats à Petrograd en 1921.

En 1923, Trotski et d'autres militants bolcheviks, constatant la bureaucratisation du régime issu de la révolution, entrent en conflit avec la troïka Zinoviev-Kamenev-Staline. Dans son livre Cours nouveau, Trotski analyse l'évolution du parti bolchevik et propose des mesures pour limiter la tendance à la bureaucratisation qui se fait jour, en assurant une plus grande démocratie au sein du parti. Selon Trotski, la bureaucratisation du régime est due à la situation particulière de la Russie : la révolution y a vaincu, mais dans un pays arriéré, isolé après l'échec des révolutions dans d'autres pays d'Europe (Allemagne, Hongrie, etc.), épuisé par la guerre, manquant de tout, une couche bureaucratique s'est constituée sur la base de la ruine du pays.
La mort de Lénine en 1924 permet à la bureaucratie de s'imposer malgré la formation de l'opposition de gauche, dans laquelle Trotski s'allie avec des militants bolcheviks comme Timofeï Sapronov, l'économiste Evgueni Preobrajenski, Nikolaï Ossinski, Victor Serge, Christian Rakovski, et des militants issus de l'Opposition ouvrière.
Le terme « trotskiste » est lancé de manière injurieuse par Zinoviev et repris par Staline qui pointe la différence entre la « révolution permanente » soutenue par Trotski et son idée propre de « révolution dans un seul pays ». Durant l'été 1923, alors que Lénine est dans le coma, Staline lance son offensive et fait arrêter par la Guépéou un certain nombre de membres du Parti communiste pour « indiscipline ».
En mai 1924, Staline attaque Trotski lors du XIIIe congrès du Parti en le qualifiant de « léniniste fractionniste ».
Fin 1924, Staline, allié avec Lev Kamenev et Zinoviev, érige le trotskisme en « hérésie », réussit avec l'appui du parti à reprendre le contrôle de l'armée et accrédite progressivement l'idée que le rôle de Trotski dans la révolution a été bien moindre que celui qu'il revendique. Son visage commence à être effacé sur les photographies trop révélatrices : premier exemple stalinien de réécriture de l'histoire.
Trotski se rapproche alors tactiquement, à partir de 1926, de Zinoviev et de Kamenev dans l'opposition unifiée et dirige avec eux un courant qui s'oppose à Staline. Mais il est trop tard, car ce dernier a déjà pris la main sur les principaux rouages de l'appareil du Parti. Au XVe congrès du Parti, Zinoviev est à son tour mis en cause, aux côtés de Trotski, et le 10 juillet 1928, Boukharine est à son tour condamné par le Comité central.
Finalement, l'opposition de Trotski lui vaut d'être exclu du Parti communiste le 12 novembre 1927 et d'être déporté à Alma-Ata. Staline finit par le faire expulser d'Union soviétique en 1929, pendant que la répression s'abat sur ses partisans. Durant cet exil, il écrit de nombreux ouvrages et continue à militer pour le communisme et la révolution internationale. Il crée en 1930 l'opposition de gauche internationale.
Voline, militant libertaire et théoricien anarchiste, condamné à mort par Trotski avant d'être finalement banni, souligne que Lénine et Trotski n'auraient, selon lui, que préfiguré le stalinisme.

### Staline contre Trotski

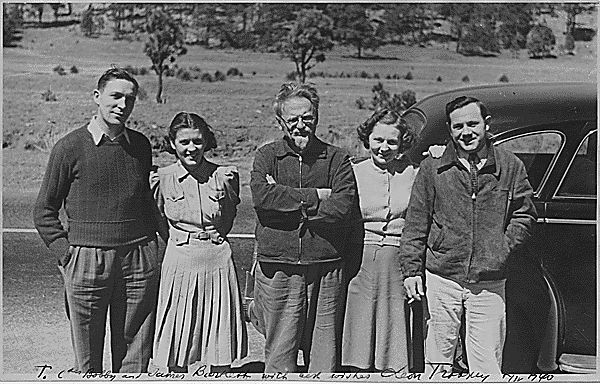
Trotski en compagnie de camarades américains à Mexico, peu avant son assassinat, 1940.

En 1927, Tchang Kaï-chek, que Staline avait promu membre d’honneur de la Troisième Internationale, écrase dans le sang la grève des ouvriers de Shanghai. L’opposition de gauche dénonce la politique de Staline en Chine, qui a conduit le Parti communiste chinois à se laisser désarmer et massacrer. La lutte dans le Parti bolchevique se fait de plus en plus âpre ; des commandos staliniens dispersent les réunions et les cortèges de l’opposition.
Le Politburo applique à Trotski l’article du Code pénal contre les « menées révolutionnaires »[réf. nécessaire], et le 15 janvier 1928, l’exile à Almaty, alors Alma-Ata. Les opposants sont arrêtés, 2 000 militants de Moscou sont internés, 200 étudiants trotskistes chinois sont déportés en Sibérie, où ils mourront tous[réf. nécessaire]. Trotski s'exile ensuite en Turquie, puis obtient, à la faveur de l'arrivée au pouvoir du Cartel des gauches, un visa pour la France. Il y renoue avec ses amis, connus dans les années 1910, qui fondent en 1930 la Ligue communiste. Mais le conflit entre l'Opposition de gauche et Staline dépasse les frontières de l'URSS, pour se mondialiser à la faveur des interventions du Komintern : partout, les trotskistes, ou présumés tels, sont exclus des partis communistes.
Au fil des années, la chasse au trotskisme suit une courbe ascendante, et des milliers de communistes, trotskistes ou non, périront dans les camps. La Pravda du 5 juin 1936 donne le ton : « D'une main ferme, nous continuerons à anéantir les ennemis du peuple, les monstres et les furies trotskistes, quel que soit leur habile camouflage ». La machine mise sur pied par Lénine et Trotski, qui visait jusqu'alors mencheviks et anarchistes, et que Trotski avait justifiée dans Terrorisme et communisme, publié fin 1920 en réponse à Kautsky, se retourne contre l'Opposition de gauche.
La guerre entre stalinisme et trotskisme a commencé, et ne connaît pas de frontières : les trotskistes seront pourchassés pendant la guerre d'Espagne (le POUM de Joaquín Maurín et Andreu Nin est visé, sans pour autant être trotskiste) ainsi que pendant la Seconde Guerre mondiale (durant laquelle ils sont dénoncés au sein des camps de concentration par des cellules clandestines communistes, pour être affectés aux tâches les plus dures, tandis que des règlements de compte ont lieu dans les maquis, par exemple avec l'assassinat d'un des fondateurs du Parti communiste italien, Pierre Tresso, en 1943 en Haute-Loire). Les agents du NKVD assassinent systématiquement les partisans de Trotski, tuant, en France, le Tchécoslovaque Rudolf Klement, secrétaire de la Quatrième Internationale, le Polonais Reiss, l'Autrichien Kurt Landau, le Tchèque Erwin Wolf, et l'Allemand « Moulin » (Hans Freud). Le NKVD n'en reste pas là : en 1945, le maire de Saïgon et leader trotskiste vietnamien Tạ Thu Thâu est assassiné par le Việt Minh. Trotski lui-même est assassiné en 1940 au Mexique, par Ramón Mercader.
En 1936 a lieu le premier procès de Moscou, dans lequel les accusés Zinoviev, Kamenev et des dizaines d'autres « avouent » être des agents de la Gestapo et avoir préparé des attentats en URSS. Les 16 accusés sont condamnés à mort, sur le réquisitoire du procureur Vychinski, ancien menchevik devenu stalinien, qui proclame : « Il faut fusiller ces chiens enragés ». Toute l'ancienne direction du Parti bolchevique est éliminée lors de ces purges, faisant de Staline le seul dirigeant resté en place depuis la Révolution de 1917.

### Propagande stalinienne contre les trotskistes
Tout au long du combat du stalinisme contre le trotskisme, la presse stalinienne aura recours au complotisme, à l’injure et à la calomnie. En 1929, la Pravda titre sur « Mister Trotski au service de la bourgeoisie britannique ». Lors des procès de Moscou, Vychinski parle des « bandits trotskistes, vulgaires mouchards et espions » ; affirme que « le trotskisme contre-révolutionnaire est devenu depuis longtemps déjà le pire détachement d’avant-garde du fascisme international », « converti en une des succursales des SS et de la Gestapo », « entièrement mis à la disposition des services d’espionnage étrangers ».
L’Internationale communiste de son côté affirme que « la lutte contre le trotskisme est aujourd’hui l’une des plus importantes tâches de tout le mouvement ouvrier international », et que « à l’heure actuelle, toutes les conditions pour écraser la vermine trotskiste existent ».
En France, le PCF et L'Humanité applaudissent à ces consignes. En 1935, L’Humanité exige la mise hors la loi des trotskistes en France, et ne parle désormais plus que des « hitléro-trotskistes au service de l'étranger ». En effet, au printemps 1940, dans un article intitulé « L’avenir des armées de Hitler », Léon Trotski déclare : « Les soldats de Hitler sont des ouvriers et des paysans allemands ». Par cette formule, Trotski défend la stratégie déjà appliquée à la guerre de 1917 : baisser les armes, fraterniser avec les troupes adverses, cette stratégie est résumée dans cette phrase de Trotski :

« Nous propageons l’unité des travailleurs dans tous les pays belligérants et neutres ; nous appelons à la fraternisation des ouvriers et des soldats dans chaque pays, et des soldats avec les soldats de l’autre côté de la ligne du front. »

Tous les partis communistes épurent leurs rangs, et tout militant critique peut se voir étiqueté de « trotskiste », exclu et diffamé, et souvent molesté. Il devient de plus en plus difficile pour les militants trotskistes de militer au sein du monde du travail, et en particulier dans les entreprises.

### «Tournant français» et création de la Quatrième Internationale

Logo de la Quatrième Internationale.

Au début des années 1930, face à la montée du nazisme en Allemagne, Trotski appelle les militants des deux grands partis ouvriers allemands, socialistes et communistes, à réaliser un front unique de défense, seul capable selon lui d’empêcher le fascisme d’écraser les partis ouvriers et toute la société allemande. Mais le Parti communiste d'Allemagne (KPD), qui suit la ligne du Komintern, « classe contre classe », assimile alors les socialistes à des « sociaux-fascistes ». Cette ligne paralyse le KPD, le conduisant à se laisser écraser, pratiquement sans combattre (répression à la suite de l'incendie du Reichstag en février 1933).
Trotski en tire progressivement la conclusion que la Troisième Internationale n’est pas réformable, et que les marxistes révolutionnaires doivent désormais se regrouper sous un autre drapeau. Dès 1933, certains trotskistes français se rapprochent ainsi des socialistes SFIO afin de former ce Front Uni, qui doit se distinguer des Fronts populaires ultérieurs par l'exclusion des radicaux, « bourgeois réactionnaires ». Cette politique est véritablement mise en pratique, en France, après les émeutes du 6 février 1934, qui effraient la gauche et conduisent aux premières tentatives d'union antifasciste : c'est le « Tournant français (en) », par lequel Trotski préconise à ses disciples d'abandonner la constitution d'un parti révolutionnaire autonome pour rejoindre la SFIO, formant la tendance du groupe bolchevique-léniniste (BL ou GBL). Trotski publie ainsi le premier article sur l'« entrisme » dans La Vérité le 10 juillet 1934, sans toutefois le signer. Cette politique de l'« entrisme à drapeaux déployés », c'est-à-dire pratiqué ouvertement, est imitée par les autres groupes trotskistes : le Parti des travailleurs des États-Unis (en) entre au Parti socialiste d'Amérique en 1936 et la Ligue communiste britannique (en) crée le Groupe marxiste (en) au sein du Parti travailliste indépendant (ILP).
En France, Trotski préconise alors de se rapprocher, de Marceau Pivert, secrétaire général de la Fédération SFIO de la Seine et représentant de l'aile gauche du parti, autour du groupe « Bataille socialiste », puis après la scission de cette tendance à la suite de désaccords entre Pivert et Zyromski, dans la Gauche révolutionnaire créée par Pivert. Mais, alors que Staline signe une alliance avec Laval en 1935 et que le PCF effectue un virage patriotique, préconisant une alliance large, y compris avec les radicaux, les partisans de l'exclusion des « rad-soc » de l'alliance (pivertistes, spartakistes, zinoviévistes de Albert Treint, et trotskistes de Pierre Naville) sont battus au Congrès de Mulhouse de la SFIO (juin 1935). Blum parvient à exclure les trotskistes, préférant l'alliance avec le PCF, mieux organisé et nettement plus puissant. Dès lors, Trotski effectue un virage à 180 degrés, préconisant en novembre 1935 la constitution de comités d'action révolutionnaire afin de s'opposer à un Front populaire qui intégrerait les radicaux, en assénant :

« On ne peut construire ces comités qu'en démasquant impitoyablement la politique antirévolutionnaire de la prétendue "gauche révolutionnaire", Marceau Pivert en tête. »

Après des années de tentatives de redressement de la politique de la Troisième Internationale, Trotski, qui a été expulsé d'URSS en 1929, fonde, en France, en 1938, avec d'autres communistes opposés à Moscou, la Quatrième Internationale dont les membres seront désormais appelés trotskistes.

### Après Trotski

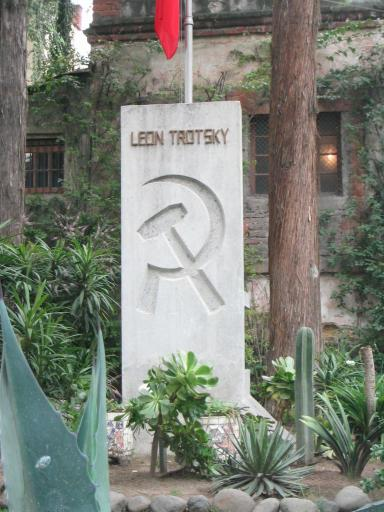
Tombe de Léon Trotski au Mexique.

Le 20 août 1940, Léon Trotski est assassiné à coups de piolet dans sa résidence au Mexique par un agent espagnol du NKVD du nom de Ramon Mercader (alias Jacques Mornard ou Jackson Mornard), qui a réussi à infiltrer son entourage.

#### Pendant la seconde guerre mondiale
La mort de Trotski au début de la Seconde Guerre mondiale laisse les trotskistes désemparés. Trotski avait eu des analyses différenciées sur la guerre, en défendant par exemple l'effort de guerre chinois contre l'envahisseur japonais, ou le soutien à la Seconde République espagnole en 1938 et 1939, y compris après l'élimination du POUM à la suite des journées de mai 1937. Mais ces nuances ne figurent pas dans le Programme de transition adopté en 1938 par la Quatrième Internationale, qui énonce le caractère nécessairement « impérialiste » de la guerre à venir, et donc le « principe fondamental de cette lutte », le « défaitisme révolutionnaire ».
Pendant la Seconde Guerre mondiale, un certain nombre d'organisations trotskistes adoptent cette dernière position couplée à un « internationalisme » mettant sur le même plan les Alliés et les puissances de l'Axe, considérées comme également impérialistes (une position partagée par l'ultragauche). En cela, ils s'opposent nettement au tournant patriotique du PCF à la suite de la rupture du pacte germano-soviétique en 1941 (voir la réponse du surréaliste trotskiste Benjamin Péret à L'Honneur des poètes). Certains militants vont plus loin, en affirmant que les États-Unis représentent le danger impérialiste principal ; d'autres refusent une telle analyse.
Ainsi, le POI français, dirigé notamment par Marcel Hic, s'oriente un temps vers le soutien à Churchill contre Hitler ; il est vite repris en main par la Quatrième Internationale qui l'accuse de « social-chauvinisme ». De son côté, Marcel Bleibtreu s'engage à titre personnel, dans le Conseil national de la Résistance (CNR).
Mais il s'agit là d'exceptions. La plupart des trotskistes, en tout cas en France, refusent la lutte armée contre l'Occupant, préférant à sa place une propagande dans la Wehrmacht, afin de gagner à la cause révolutionnaire les soldats allemands. Cette activité, risquée, conduit à la déportation de plusieurs d'entre eux (David Rousset en étant l'un des plus célèbres, écrivant à son retour des camps L'Univers concentrationnaire). Citons aussi Jean-René Chauvin, qui, avant d'être déporté, effectue de nombreuses liaisons (entre David Rousset, Marcel Hic et Yvan Craipeau) et diffuse La Vérité et des journaux en langue allemande. Chauvin raconte son expérience des camps de Mauthausen (annexe du loibl Pass), Auschwitz (mines de Jawizowitch) et Buchenwald, ainsi que les deux terribles marches de la mort auxquelles il a survécu. Il analyse aussi le phénomène concentrationnaire (fasciste et stalinien) dans son unique livre, paru en 2006, 50 ans plus tard, alors qu'il se réclame toujours du trotskisme, livre intitulé Un trotskiste dans l'enfer nazi.
Pendant le conflit, la guerre entre stalinistes et trotskistes continue . Dans les camps, des cellules clandestines communistes envoient ainsi les trotskistes dans des kommandos de la mort. Dans les maquis, plusieurs trotskistes sont assassinés (comme Pietro Tresso, l'un des fondateurs du Parti communiste italien, assassiné en Haute-Loire en 1943).
En mars 1944, en France, le Grec Michel Raptis, alias Pablo, organise l'unification des mouvements trotskistes dans le Parti communiste internationaliste (PCI).

#### Après-guerre
Trotski avait pensé que le stalinisme ne pourrait pas survivre à la Seconde Guerre mondiale et que les quelques milliers de trotskistes pourraient rapidement gagner des millions de militants à la cause révolutionnaire. Les deux thèses se révèlent fausses et les trotskistes de l'après-guerre tentent d'analyser pourquoi et de sortir de l'isolement où les a confinés la répression stalinienne.
L'unification du mouvement français, en 1944, dans le Parti communiste internationaliste (PCI), à la seule exception du groupe Barta (ancêtre de Lutte ouvrière, LO), ne résiste pas à la guerre froide. Dès la guerre de Corée, les trotskistes français se divisent, en 1952, entre pablistes et lambertistes, les premiers préconisant l'entrisme au sein du PCF et de la CGT, tandis que les deuxièmes préfèrent continuer leur travail syndical au sein de Force ouvrière et de la SFIO. Le schisme se propage rapidement au mouvement trotskiste international, qui se divise entre la Quatrième Internationale (« Qi »), pabliste, et le Comité international pour la reconstruction de la Quatrième Internationale (Cirqi), lambertiste, qui prend plus tard le nom d'Organisation communiste internationaliste (OCI). Malgré une réunification partielle, en 1963, au sein de la Quatrième Internationale - Secrétariat unifié (QI-SU), qui fait suite à des analyses partagées concernant la révolution cubaine, cette scission demeure à ce jour la plus importante du mouvement trotskiste.
Lors de la Détente, qui débute après la crise des missiles de Cuba (1962), la Quatrième Internationale apporte son soutien aux différents mouvements de libération nationale, et ce malgré la scission d'une grande partie des sections sud-américaines membres du BLA (Bureau latino-américain de la Quatrième Internationale) qui suivent l'Argentin Juan Posadas, secrétaire du BLA, au sein de ce qui devient la Quatrième internationale posadiste qui soutient, en Amérique latine, les différents mouvements guérilleros théorisés par Che Guevara sous le nom de foco. Cette politique dure jusqu'en 1973, date à laquelle son échec est constaté : les États du Cône sud tombent les uns après les autres sous la coupe de juntes militaires d'extrême droite.
En France, pour le groupe Barta, ancêtre de Lutte ouvrière, qui demeure très minoritaire au sein du mouvement trotskiste, ne participant ni à l'une ni à l'autre des Internationales, le problème vient du fait que, dans l'isolement où ils se trouvent, les militants trotskistes, souvent d'origine petite-bourgeoise, ne font pas le choix de consacrer l'essentiel de leur activité et de leur énergie au combat de la classe ouvrière. C'est pour cette raison qu'il construit une organisation séparée, caractérisée par une discipline plus ferme (que certains qualifient de moralisme révolutionnaire) et le refus de rechercher une « avant-garde politisée », notamment dans les mouvements nationalistes des colonies.
D'autres, comme Natalia Sedova (la femme de Trotski), Grandizo Munis, le Groupe communiste internationaliste espagnol, le Parti ouvrier communiste italien ou les ancêtres de la tendance Socialisme international (qui grandit avant tout dans des pays de langue anglaise) affirment que l'analyse de Trotski sur le stalinisme est incomplète, et voient dans les pays staliniens une nouvelle forme de capitalisme, le capitalisme d'État.
La Quatrième Internationale considère que les pays de l'Europe de l'Est, malgré le manque de soulèvement révolutionnaire et de pouvoir direct des travailleurs, constituent quand même une forme sociale à défendre, plus progressiste que les pays de l'Occident. Ces divergences continuent pendant l'ensemble des Trente glorieuses.

## Personnalités
- Léon Trotski
- Jean-Christophe Cambadélis
- Irving Kristol
- Edwy Plenel
- Kazimierz Badowski
- Robert Barcia (Hardy)
- Alain Krivine, Pierre Frank, Livio Maitan
- Daniel Bensaïd
- Olivier Besancenot
- Philippe Poutou
- Pierre Broué
- Arlette Laguiller, Pierre Boussel (Pierre Lambert)
- Gérard Filoche
- Daniel Gluckstein, Pierre Guéguin, Jean-Jacques Marie
- Joseph Hansen, Chris Harman
- Cyril Lionel Robert James, Stéphane Just, Lionel Jospin
- Frida Kahlo, Diego Rivera, David Korner (Barta)
- Ernest Mandel, Nahuel Moreno, Grandizo Munis, Abraham Léon
- Pierre Naville, Andreu Nin, David Rousset
- Vanessa Redgrave, Ken Loach
- James P. Cannon, Tony Cliff, François Chesnais
- Laurent Schwartz
- Ted Grant
- Chen Duxiu, Wang Fanxi
- Jaume Roures
- Natalia Sedova
- Juan Posadas
- Nathalie Arthaud, Jean-Pierre Mercier
- Jean-Luc Mélenchon
- Anasse Kazib
- Tạ Thu Thâu, Ngô Văn
- Pagu, Oswald de Andrade
- Liborio Justo
- Lal Khan
- Louisa Hanoune
- Jean-Marie Brohm
- Thakin Soe